# 1958 год в телевидении
Список 1958 год в телевидении описывает события в мире телевидения, произошедшие в 1958 году.

## События

### Март
- 8 марта — Начало вещания казахстанского телеканала «Qazaqstan».

### Апрель
- 13 апреля — Начало вещания норвежского телеканала «NRK».

### Без точных дат
- Вышли передачи «Для вас, женщины», «Молодость», «Физкультура и спорт», «Выставка Буратино».

## Родились
- 30 апреля — Михаил Абызов, ТВ-знаток (Своя игра) и переводчик (ум. 2010)[1].
- 10 июня — Альфредо Адаме, мексиканский ТВ-ведущий, актёр и продюсер.
- 14 августа — Михаил Ширвиндт, ТВ-ведущий (Лотто-Миллион, Дог-шоу, Хочу всё знать) и продюсер.
- 15 августа — Виктор Шендерович, ТВ-ведущий (Итого, Бесплатный сыр), радиоведущий, писатель-сатирик и публицист.
- 7 сентября — Юрий Хайчин, ТВ-знаток (Своя игра), адвокат по уголовным делам, редактор газеты «Игра» и автор-составитель книг по интеллектуальным викторинам (скончался из-за последствий ДТП в 2005 году)[2].
- 12 октября — Михаил Леонтьев, ТВ-Ведущий (Однако) журналист и публицист.